# Merchtem
Merchtem – miejscowość i gmina (gemeente) w Belgii, w Regionie Flamandzkim, w prowincji Brabancja Flamandzka, w okręgu Halle-Vilvoorde. 1 stycznia 2024 roku liczyła 18 029 mieszkańców.

## Podział administracyjny
W skład gminy wchodzą dwie dzielnice (deelgemeente):
- Brussegem
- Hamme

## Współpraca
Miejscowość partnerska:
- Chiheru de Jos, Rumunia